# Јуриј Коваљов
Јуриј Фјодорович Коваљов (рус. Юрий Фёдорович Ковалёв;Орехово-Зујево, 6. фебруар 1934 – Москва, 25. септембар 1979) је био совјетски фудбалер и мајстор спорта (1960). За репрезентацију СССР-а одиграо је само једну утакмицу 1957. године, али је уврштен у тим за завршни турнир првог Купа Европе 1960. године , на којем је побиједила репрезентација СССР-а.

## Каријера
Наступао је за ФК Локомотива из Москве у периоду 1954-1959 и 1962-1965. Након што је постао вицешампион са Локомотивом, 1959. године, Коваљов прелази у Динамо Кијев у нади да ће одатле брже бити изабран у национални тим, годину дана касније заиграо је за ЦСКА, а затим се враћа у Локомотиву. У првенству Совјетског Савеза у фудбалу одиграо је 240 утакмица и постигао 29 голова. По завршетку играчке каријере није успио да постане тренер у Локомотиви. Пошто је био високообразован наступа за фабричке фудбалске клубове ФК Металург Липецк и ФК Москвич Москва. Радио је и као радник у Московском аутозаводу "Москвич" и више се није вратио фудбалу.
Једину утакмицу у дресу Совјетског Савеза одиграо је у квалификацијама за Свјетско првенство 24. новембра 1957 у сусрету против Пољске. Није изабран за финални састав турнира.Током 1959. одиграо је и три утакмице за Олимпијски тим СССР-а. Био је дио репрезентације која је на европском првенству 1960. освојила златну медаљу. На овом првенству није одиграо ни једну утакмицу. Упркос скоро сталним позивима на тренинг кампове националног тима, Јуриј Коваљов није успјео да се избори за стално мјесто у репрезентацији СССР-а. Ово се може објаснити чињеницом да је цијели лијеви бок репрезентације био већ заузет од врхунских играча: лијеви везни - Игор Нето, лијеви везни - Сергеј Салников, лијево крило - Анатолиј Иљин, а затим и Михаил Месхи. Трагично је преминуо 25. септембра 1979. 